# Friskulptur
Friskulptur eller rundskulptur är, i motsats till relief, en från alla sidor utformad skulptur avsedd att ses från alla håll. Termen används i konsthistoriska sammanhang för att klargöra att skulpturen från början varit avsedd att stå fritt i rummet.
Friskulptur förknippas med särskilda tredimensionella gestaltningsproblem som kan sägas ha fått sin lösning först med kontraposten i den grekiska konsten. I och med att skulpturen slutade vara bunden till en vägg, eller till sidorna på det block ur vilket det huggits, vann den också större självständighet och blev till slut en artefakt.